# Deadhead
(John Barlow)
Deadhead è il nome con cui viene chiamato, da metà anni settanta in poi, il fan dei Grateful Dead. I deadheads furono dei veri e propri seguaci del gruppo, cultori della loro musica.

## Stile di vita e comportamenti
Quello del deadhead è un vero e proprio stile di vita, con delle regole ben precise e un codice comportamentale, che si accosta soprattutto al pensiero hippie della fine degli anni sessanta. In genere il deadhead cercava di seguire il più possibile i concerti del gruppo quando questo era ancora attivo, visto che ogni concerto diveniva un vero happening, dove l'utilizzo di sostanze psichedeliche (in particolare LSD, come illustrato dal film Acid Test) era elevatissimo. I deadheads si sentivano elementi essi stessi ai concerti, diventando parte attiva e integrante del concerto, quasi tanto importanti quanto i membri della band, come suggeriscono i componenti dei Grateful Dead.
Si distinguevano tra tutti i deadheads i cosiddetti spinners (anche noti come the family of unlimited devotion): vestiti in modo molto semplice, giravano su se stessi durante i concerti del gruppo per raggiungere uno stato di coscienza alterato e a volte si inginocchiavano per "pregare" il loro "dio" Garcia. Tuttavia, né Garcia né gli altri componenti del gruppo hanno mai approfittato di questa devozione e hanno, anzi, sempre rifiutato tale sorta di "divinizzazione".
Dato che i Grateful Dead promuovevano la cosa anche provvedendo a mettere a disposizione delle zone specifiche o mantenendo i prezzi dei biglietti bassi, i fan registravano quanti più concerti possibili, che venivano poi scambiati e fatti girare con il beneplacito della band. Internet è diventata nel XXI secolo un luogo di predilezione dove i vecchi e i nuovi deadhead si ritrovano per dibattere e scambiare materiale.